# Ha eljön Lámpás Jack
A Ha eljön Lámpás Jack (eredeti címén Jack-O) 1995-ben bemutatott amerikai horrorfilm Steve Latshaw rendezésében.

## Cselekmény
Egy sötét erdőben mesélik el Jack történetét. Miután a Kelly család révén kivégeznek egy embert, az megátkozza őket: utódaikat Lámpás Jack fogja megölni. 
A 10 éves David Kelly és barátai kövekkel akarnak megdobálni egy kocsit, mikor kijön a tulajdonosa. David leállítja őket, de Vivien, a tulajdonos odamegy hozzájuk. David nem fut el, de Vivien megköszöni, hogy véget vetett ennek. David szülei éppen a halloweeni jótékonysági partit szervezik, miközben David hazahozza Vivient vacsorázni. David el akar menni cukrot gyűjteni, de szülei nem tudnak vigyázni rá, ezért bébiszittert hívnak hozzá. A vigyázó egy lány, akit David nagyon kedvel. Barátaival találnak egy sírt és mellette egy kaszát. A sírból kikel Jack és egyre több embert öl meg a kaszájával, míg végül el nem ér a Kelly családhoz, hogy végezzen velük.

## Szereplők
| Szerep             | Színész           | Magyar hang    |
| ------------------ | ----------------- | -------------- |
| Jack-O-Lantern     | Patrick Moran     |                |
| Carolyn Miller     | Linnea Quigley    | Dögei Éva      |
| Linda Kelly        | Maddisen K. Krown | Orosz Anna     |
| David Kelly        | Gary Doles        | Rosta Sándor   |
| Sean / David Kelly | Ryan Latshaw      | Timon Barnabás |
| Walter Machen      | John Carradine    |                |
| Vivian Machen      | Catherine Walsh   | Kiss Erika     |
| Dr. Cadaver        | Cameron Mitchell  |                |
| boszorkány         | Brinke Stevens    |                |